# Sacculina
Sacculina är ett kräftdjurssläkte som parasiterar på krabbor. Livscykeln är mycket märklig: från en frisimmande larv utvecklas organismen till en rotliknande bildning som helt genomsätter krabbans inre organ.
Släktet hör till överordningen rotfotingar (Rhizocephala) i infraklassen rankfotingar (Cirripedia). Uppgifterna om antalet arter varierar: WoRMS anger 170 arter, ITIS bara 16 arter. I Sverige förekommer 3 arter. Den mest kända arten, tillika släktets typart, är Sacculina carcini.
Sacculina carcini är ganska vanligt förekommande i hela Västeuropa och även Sverige som parasit på strandkrabban (Carcinus maenas) och de närbesläktade simkrabborna av släktet Portunus. Som vuxen hona består parasiten bara av en säckliknande bildning baktill på krabbans undersida samt ett rotsystem som är spritt genom hela krabban. Som larv resp. hane har den dock vanligt kräftdjursutseende. På vissa lokaler kan så mycket som 50% av krabborna vara angripna av Sacculina.

## Livscykel och byggnad
Sacculina har både naupliuslarv och cyprislarv av samma typ som övriga rankfotingar. Cyprislarven söker upp en krabba och fäster sig först genom att sno sina antenner runt ett av krabbans hår. Därefter kastar larven av skalet och en stor del av thorax med extremiteter och muskulatur. I framändan utbildas en skarp kitinspets med vilken krabbans skal vid hårbasen genomborras och larven tar sig in. Den består nu bara av odifferentierade celler omgivna av ektoderm. Denna cellmassa fäster sig vid undersidan av mellantarmen där denna utgår från magsäcken. Därefter börjar rottrådar växa ut och genomväva krabban, samtidigt som den centrala delen av parasiten förskjuts bakåt längs tarmen tills den når krabbans bakre del. Där växer parasitens gonader ut och omvandlas till den yttre delen, och då krabban ömsar skal kommer denna att ligga på utsidan.

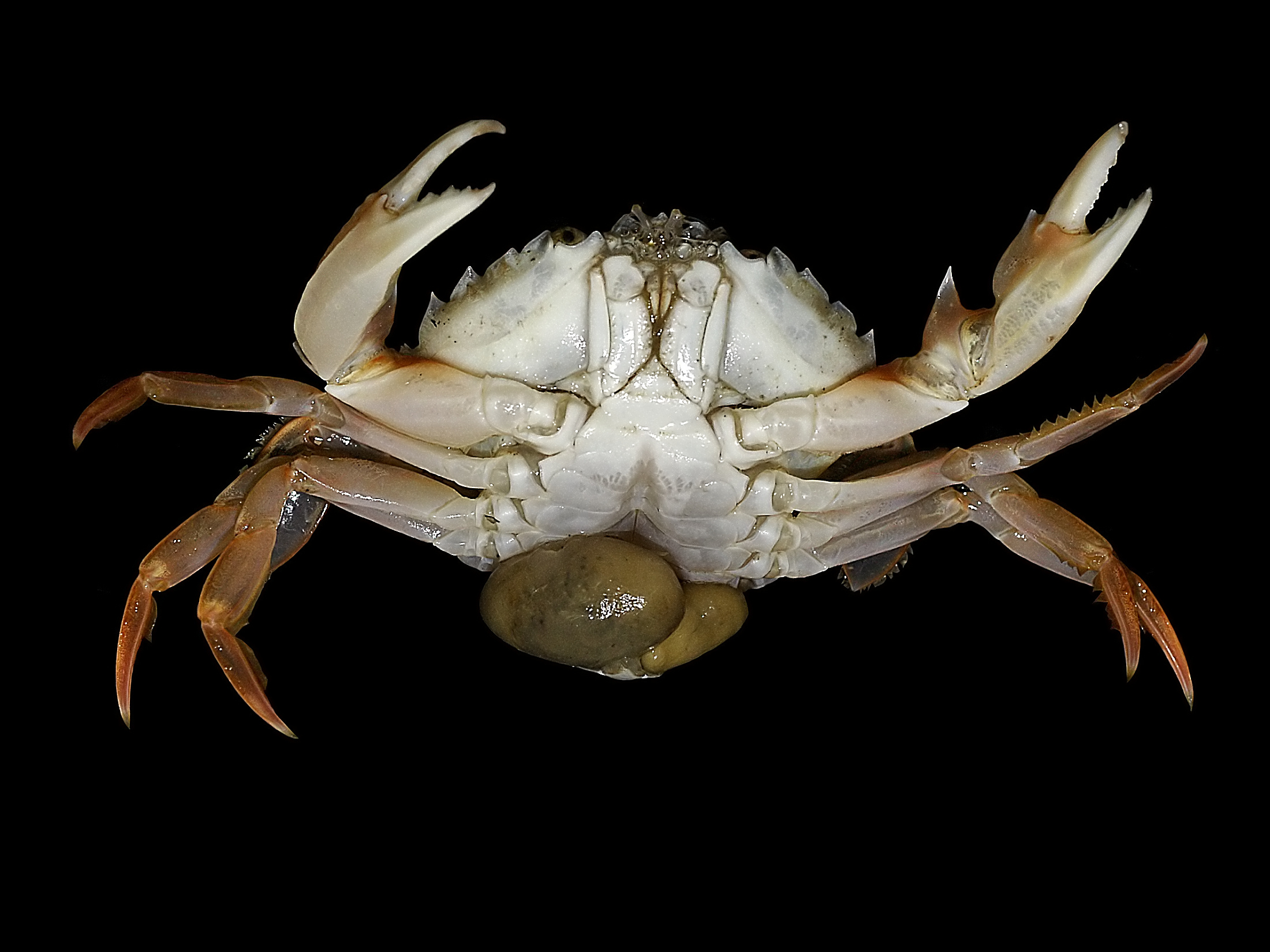
En krabba (Liocarcinus holsatus) som är dubbel-infekterad med Sacculina carcini.

Den inre delen (interna) bildar ett rotliknande nätverk som täcker ytan av krabbans tarm, mittarmskörtlar, muskulatur och gonader och absorberar näring. Den yttre delen (externa) innehåller sacculinans reproduktionssystem. De två delarna förbinds av en kort stjälk.

## Påverkan på värden
Sacculinan behöver stor mängd näring som tas från krabban. Krabbans könsorgan tillbakabildas. En hona blir steril men behåller sitt utseende. En hane däremot blir mer lik en hona. Den smala bakkroppen blir t.ex. bredare som på en hona och även beteendet blir likt en honkrabbas. 
En angripen krabba förlorar förmågan att ömsa skal. Detta gynnar sacculinan, eftersom skalömsningen förbrukar näring som parasiten nu kan använda. Av samma skäl förlorar krabban förmågan att regenerera en förlorad klo. Krabban (både honor och hanar) t.o.m. uppvisar yngelvårdsbeteenden som gynnar parasiten. Då sacculinalarverna kläcks rör krabban om vattnet med sin klo så att larverna sprids, ett beteende som krabban normalt utför då hon lägger sina egna ägg.
När sacculinan dör återbildas krabbans könsorgan. Honan får normala ovarier och producerar ägg. Hanen kan utvecklas till hermafrodit.